# Głodzino
Głodzino (deutsch: Glötzin) ist ein Dorf in Polen im Powiat Świdwiński in der Woiwodschaft Westpommern. 15 Kilometer südwestlich von Białogard (Belgard) gelegen gehört es zur Landgemeinde Rąbino.

## Geschichte

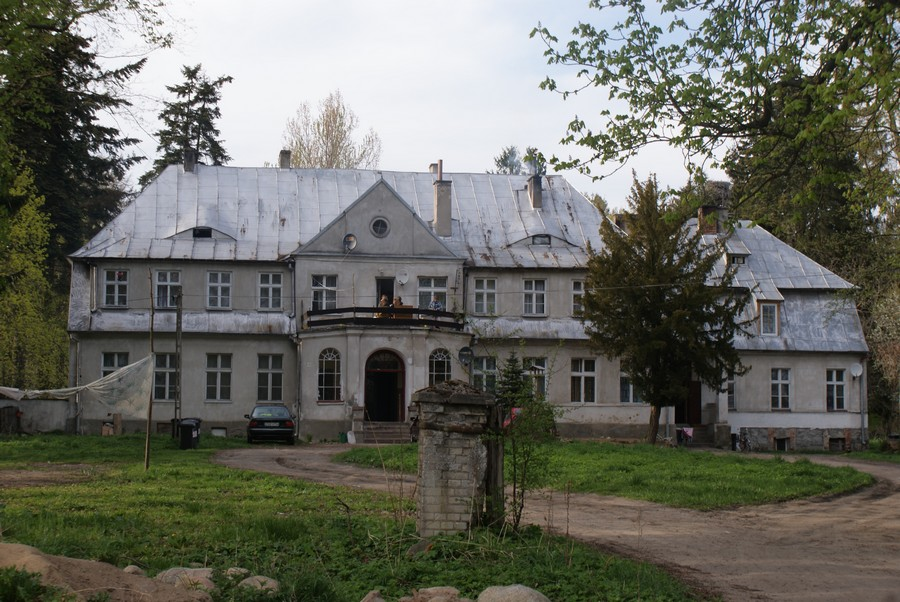
Das ehemalige Gutshaus im Jahre 2011

Das frühere Rittergutsdorf Glötzin mit dem Vorwerk Brandsorge (ehemaliger polnischer Name: Węgliny) liegt auf einer Anhöhe von 126 Metern über N.N. Es war einst ein Lehngut der Familie von Podewils. So waren 1645 Obristleutnant Podewils sowie Joachim und Christoph von Podewils Besitzer der Ortschaft. Im Jahr 1767 nahm  Generalmajor Friedrich Wilhelm von Podewils das Gut in Besitz. Nach 1780 gehörte es Carl Erdmann Freiherr von Reitzenstein, Hofrat Friedrich Gottlieb Anderson, Daniel Ziemer und den Familien Kanneberg und Klertner. Von Dezember 1900 bis Ende Juli 1907 war der pensionierte preußische Offizier Walther von Diest Besitzer des Rittergutes. Auch weiterhin wechselten die Besitzer, bis Glötzin nach dem Ersten Weltkrieg versiedelt wurde. Die Siedler kamen aus der näheren Umgebung, aber auch aus Westpreußen, Posen, Wolhynien und der Oberpfalz.
Im Jahr 1867 lebten in der Gemeinde Glötzin 172 Menschen (in 27 Gebäuden), hauptsächlich von der Land- und Forstwirtschaft. Die Einwohnerzahl stieg bis 1939 nur unwesentlich auf 176. Bahnstation war das 6 Kilometer entfernte Groß Rambin (heute polnisch: Rąbino) an der Reichsbahnstrecke Berlin – Stettin – Köslin – Danzig – Königsberg. Lediglich unbedeutende Nebenstraßen führten von Glötzin nach Schivelbein bzw. nach Groß Rambin und weiter nach Belgard, in dessen Kreisgebiet es bis 1945 lag. Im Dorf gab es eine Schmiede und eine Schuhmacherei.
Zuletzt war Herbert Ponath Bürgermeister der Gemeinde Glötzin. Den Dienst des Amtsvorstehers von Groß Rambin, zu dessen Amtsbezirk Glötzin gehörte, versah Georg Maaß. Standesbeamte in Groß Rambin waren Johannes Steltner und Walter Schulz. Das zuständige Amtsgericht war in Belgard.
Im März 1945 wurde Glötzin mit Brandsorge von Truppen der Roten Armee kampflos eingenommen. 1946 kam es zur Vertreibung der angestammten Bevölkerung, nachdem das Dorf Polen zugeordnet worden war.

## Kirche
In Glötzin selber gab es keine Kirche. Das Dorf gehörte zum Kirchspiel Arnhausen (Lipie) im Kirchenkreis Belgard der Kirchenprovinz Pommern der Evangelischen Kirche der Altpreußischen Union. Der Weg ins Kirchdorf Arnhausen betrug 11 Kilometer, und so bedeutete es eine Erleichterung für die Glötziner, als im Jahr 1927 in Groß Rambin eine neue Kirche gebaut wurde. Bereits 1914 war Groß Rambin (mit dazugehörigen Ortschaften wie u. a. Glötzin) eine selbstständige Kirchengemeinde geworden, blieb aber weiterhin Tochtergemeinde zu Arnhausen. Letzter deutscher Pfarrer dort war Egbert Zieger.
Heute gehört Głodzino zur Parafia (Parochie) Koszalin (Köslin) der Diecezja Pomorsko-Wielkopolska (Diözese Pommern-Großpolen) – mit Sitz in Sopot (Zoppot) – der Kościół Ewangelicko-Augsburski (Luterański) w Polsce (Evangelische Kirche Augsburgischen (lutherischen) Bekenntnisses in Polen). Gottesdienste finden in Białogard in der Kościół św. Jerzego (St. Georgenkirche) statt.

## Schule
Im Jahr 1928 unterrichtete Lehrer August Steineke an der Glötziner Dorfschule 15 Jungen und 19 Mädchen. Er war der letzte Schulleiter vor dem Zweiten Weltkrieg. Im Jahr 1939 wurde auf dem Hof von Artur Bahr ein Kindergarten eingerichtet.